# Plamondon (metrostation)
Plamondon is een metrostation in het stadsdeel Côte-des-Neiges–Notre-Dame-de-Grâce van de Canadese stad Montréal. Het station werd geopend op 29 juni 1982 en wordt bediend door de oranje lijn van de metro van Montréal.